# Onawa
La ville américaine d’Onawa est le siège du comté de Monona, dans l’État de l’Iowa. Elle comptait 3 091 habitants lors du recensement de 2000.

## À noter
La crème glacée Eskimo Pie a été inventée à Onawa en 1920 par Chris Nelson, qui possédait un magasin.

## Source
- (en) Cet article est partiellement ou en totalité issu de l’article de Wikipédia en anglais intitulé « Onawa, Iowa » (voir la liste des auteurs).